# Hans Roordink
Hans Roordink (né le 8 septembre 1943 aux Pays-Bas) est un joueur de football néerlandais, qui jouait en tant qu'attaquant.
Il a terminé au rang de meilleur buteur du championnat des Pays-Bas D2 lors de la saison 1964-1965 avec 19 buts inscrits (à égalité avec le joueur Jan Sanders).